# Arturo Rawson
Pour les articles homonymes, voir Rawson (homonymie).
 (août 2019).
Si vous disposez d'ouvrages ou d'articles de référence ou si vous connaissez des sites web de qualité traitant du thème abordé ici, merci de compléter l'article en donnant les références utiles à sa vérifiabilité et en les liant à la section « Notes et références ».
Arturo Rawson Corvalán (né le 4 juin 1885 à Santiago del Estero et mort le 8 octobre 1952 à Buenos Aires) est un militaire argentin qui est président de facto de la Nation argentine entre le 4 et le 7 juin 1943.

## Biographie

### Carrière militaire
Rawson sort diplômé du collège militaire en 1907 et grimpe dans les rangs de la hiérarchie de l'armée argentine pour accéder au grade de général. En juin 1943, alors qu'il est commandant en chef de la cavalerie à Campo de Mayo, il est contacté par des membres du GOU (Groupe des officiers unis), qui réunit des officiers de l'armée argentine projetant de prendre le pouvoir au gouvernement civil. Ceux-ci sont en fait de jeunes militaires de tendance fasciste, anticommuniste et catholique et comptent dans leurs rangs le colonel Juan Perón. Le GOU, manquant de troupes pour opérer son coup d'État avec succès, sait que Rawson peut fournir les hommes nécessaires. Celui-ci, qui avait déjà projeté de destituer le gouvernement peu auparavant, accepte leur plan.

### Chef de l'État
Ainsi, le 4 juin, Rawson à la tête de 10 000 hommes fait son entrée à Buenos Aires et liquide le gouvernement de Ramón Castillo. Le jour même, sans attendre, Rawson se déclare lui-même président. Cependant les choix de Rawson concernant les membres de son cabinet déplaisent aux dirigeants du GOU, qui le forcent à démissionner le 7 juin.

### Dernières années
Après sa démission, Rawson est nommé ambassadeur au Brésil, poste qu'il conserve jusqu'en 1944. L'année suivante, il est arrêté et traîné devant un tribunal militaire pour s'être opposé au président Edelmiro Julián Farrell, mais il est rapidement relaxé. En septembre 1951, Rawson soutient la tentative ratée du général Benjamín Andrés Menéndez d'abattre le gouvernement de Juan Perón, ce pourquoi il est temporairement emprisonné. Un an plus tard, il meurt à la suite d'une attaque cardiaque à Buenos Aires.